# Charles Philippe d'Affry
Charles-Philippe d'Affry, appelé plus simplement Charles d'Affry, né le 7 avril 1772 à Fribourg et décédé dans cette même ville le 9 août 1818, est un militaire suisse qui servit la France sous l'Ancien Régime, le Premier Empire et la Restauration.

## Famille
Charles d'Affry est le fils de Louis Auguste Philippe d'Affry (1743-1810) et de Marie Anne de Diesbach-Steinbrugg (1753-1818), familles helvétiques dont de nombreux membres servirent également la France sous l'Ancien Régime. Il est le petit-fils de Louis-Auguste d’Affry qui s'illustra notamment à la bataille de Fontenoy. Charles-Philippe d'Affry épousa Marie-Adélaïde « Mimi » de Diesbach de Belleroche (1777-1828) le 28 janvier 1799 à Givisiez et de cette union naquirent quatre enfants :
- Louis Charles Jules (1801-1818) ;
- Philippine Nathalie Claire Marie Anne (1803-1880) ;
- Louise Marie Madeleine Alexis (1804) ;
- Louis François Romain Charles (1810-1841), 4e comte d'Affry.

Il est le grand-père d'Adèle d'Affry, duchesse de Castiglione Colonna, fille de Louis, qui fut, sous le pseudonyme de Marcello, une sculptrice active à Paris durant le Second Empire et les premières années de la Troisième République.

## Carrière militaire
« Affry.-Charles-Philippe, comte d'Affry, petit-fils du comte d'Affry, colonel-général des Suisses au service de France et tué à la bataille de Gastella, appartenait à l'un des familles les plus anciennes du canton de Fribourg. Son père, né à Versailles en 1713, avait été nommé capitaine aux gardes en 1734, maréchal de camp en 1748, envoyé extraordinaire du roi auprès des états généraux des Provinces-Unies en 1755, enfin colonel des gardes-suisses en 1780, etc. : lui-même était lieutenant dans ce corps à l'époque du 10 août. Après cette journée, il se retira en Suisse, et ne reprit du service que sous Napoléon, qui lui donna un régiment et la croix d'officier de la Légion d'honneur. Quand les Bourbons revinrent, le comte d'Affry montra beaucoup de zèle à leur service, malgré les obligations qu'il avait à Bonaparte. Le continuateur de l'abrégé de Hénaut, chaud partisan de la légitimité et grand admirateur des dévouements dynastiques, rapporte l'anecdote dont nous ne garantissons pas tous les détails. Lorsque, après le 20 mars, au retour de l'île d'Elbe, Napoléon eut repris possession des Tuileries, M. d'Affry était colonel du régiment suisse en garnison à Paris ; le 21 mars, il fit dire à cet officier qu'il passerait le lendemain la revue de son corps. M. d'Affry répondit : « Je ferai mon devoir ». Le même jour, il assembla sa troupe, lui fit part de l'ordre qu'il venait de recevoir, et l'invita à lui dire avec confiance quelle conduite il devait tenir. Officiers et soldats s'écrièrent à la foi : « celle que prescrit le devoir ». Le 22 mars, Napoléon ne voyant pas les Suisses dans les rangs, dépêcha à leur colonel un de ses aides de camp, avec l'ordre très précis de se rendre sans délai sur la place du Carrousel. Le colonel répondit, avec beaucoup de sang-froid, qu'il ne connaissait que les ordres du roi. Après la revue, Napoléon fit inviter le colonel à monter au château; il s'y rendit. Arrivé dans la salle des maréchaux, deux officiers se présentèrent devant lui et lui demandèrent son épée ; il la tira en effet ; mais la plaçant sous son bras et reculant de deux pas, il leur dit : « Que le plus hardi d'entre vous vienne la prendre ! » Cette résistance inattendue les déconcerta, et, sans insister, ils laissèrent passer le colonel, qui fut aussitôt introduit devant Napoléon. Celui-ci entouré d'un nombreux état-major, le fit approcher, et lui demanda avec hauteur pourquoi il n'avait pas obéi à ses ordres. « Parce que, répondit-il, je n'en reçois que du roi ou des cantons - Savez-vous à qui vous parlez ? - Oui, je parle au général Bonaparte - Vous parlez à l'empereur des Français et à ce titre je vous ordonne de vous rendre sur la place du Carrousel avec votre régiment que je veux voir défiler. - Général, j'ai déjà eu l'honneur de vous répondre que je ne recevrai d'ordre que du roi auquel j'ai prêté serment - Vous m'avez prêté le même serment il y a cinq ans. - Vous m'en avez affranchi par votre abdication. - Je saurai vous en faire souvenir. - Vous aurez la bonté de vous rappeler en même temps que j'appartiens aux cantons. - Je les réduirai. - On ne réduit pas aisément 300.000 hommes résolus de perdre la vie plutôt que la liberté. - Cependant vous fûtes asservi par l'Autriche. - Et nous fûmes délivrés par Guillaume Tell. - C'est assez ! » Tous les témoins de cette scène furent persuadés que M. d'Affry allait être arrêté en sortant de l'appartement. Il n'en fut rien .... Au second retour des Bourbons, le comte d'Affry devint colonel de l'un des régiments suisses de la garde, qu'il commanda jusqu'en 1818, époque de sa mort. »

— Philippe Le Bas, L'Univers. France, Dictionnaire encyclopédique (1840)

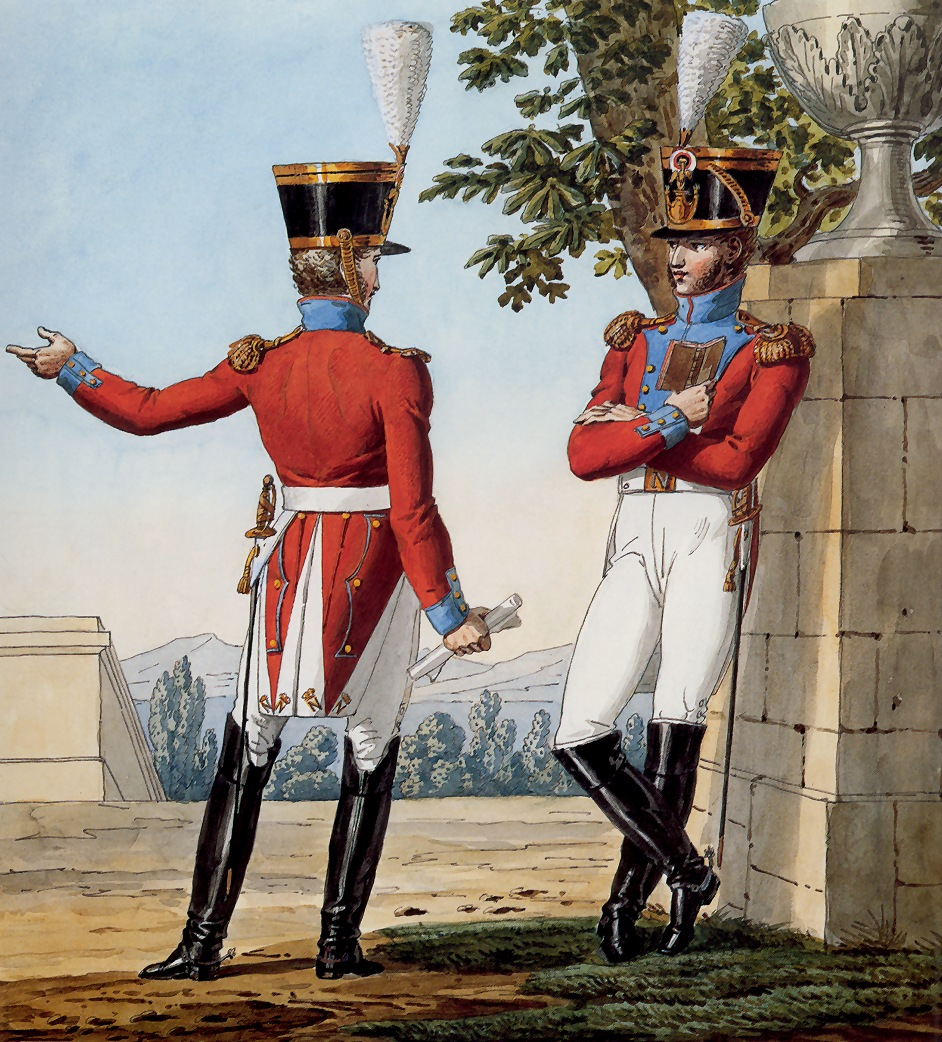
Colonel et officier du 4e régiment d'infanterie suisse par Carle Vernet.

Sous-lieutenant aux Gardes suisses qu'il a rejoints dès 1786, lieutenant aux gardes en 1792, il fit partie du détachement envoyé
en Normandie, le 6 août, et échappa ainsi massacre des Tuileries. En 1792, il passe au service de l’Autriche et fait la campagne d’Italie. En 1804, il est colonel de la milice fribourgeoise. En 1806 il est dans le 3e régiment suisse de Napoléon comme chef d'escadrons (CEN). Il devient colonel au 4e régiment suisse sous l'Empire (1810) et prend part, en cette qualité, à plusieurs campagnes et notamment à celle de Russie en 1812, où il fut nommé officier de la Légion d’honneur après le combat de Smolensk.
Sous la Restauration, il devient colonel au 2e régiment suisse (8e régiment d'infanterie) de la Garde royale, est fait chevalier de Saint-Louis et commandeur de la Légion d’honneur et promu maréchal de camp en 1818.